# 腺房中心細胞
腺房中心細胞（せんぼうちゅうしんさいぼう、英: centroacinar cell）は、ある種の動物において膵臓の腺房 (en:alveolus) の中心を占める紡錘状の細胞。腺房中心細胞は導管細胞 (duct cell) であり、ホルモン分泌の刺激により水溶性の重炭酸塩 (en:bicarbonate) 液を分泌する。